# Casa Museu Prat de la Riba
La Casa Museu Prat de la Riba és un museu de la vila de Castellterçol, a la comarca del Moianès.
Es tracta de la casa on va néixer i va morir el polític català Enric Prat de la Riba, un dels principals teòrics del catalanisme, fundador de la Lliga Regionalista i primer president de la Mancomunitat de Catalunya.

## Història
L'origen dels Prat de la Riba pot documentar-se des de mitjan segle xvi. Amb el casament de Josep Prat de la Riba amb Valentina Padrós i Passarell, el mas Padrós va passar a la família Prat de la Riba. La casa, en el seu estat actual, fou arranjada l'any 1800 pel Dr. Padrós (l'any i el nom consten a la façana, en números romans i alfabet grec), un avantpassat de Prat de la Riba, i ha estat declarada monument pel fet d'haver-hi nascut i mort el polític català Enric Prat de la Riba (1870-1917), creador de la Mancomunitat de Catalunya.
Patrocinat inicialment per Joan Sagalés i Anglí, antic president de la Comissió Abat Oliba, aquest va cedir la seva gestió a la Generalitat de Catalunya el 1984. Des del 24 de febrer del 2004, el museu forma part de la xarxa de museus gestionats pel Museu d'Història de Catalunya, segons el decret 201/2004.

## Edifici

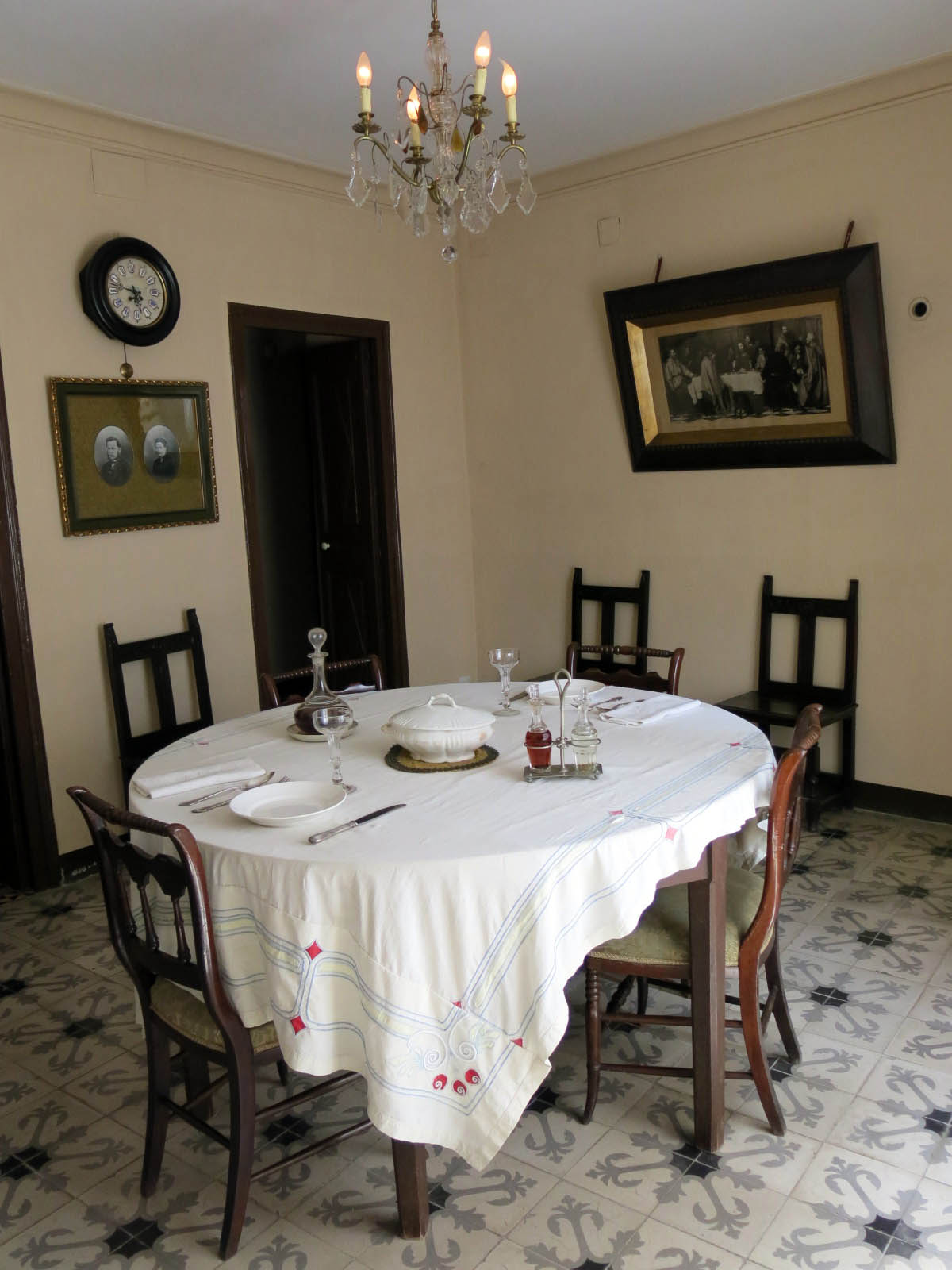
Menjador

La Casa Museu Prat de la Riba es troba al centre del poble. És un edifici entre mitgeres, de planta, pis i golfes, amb un jardí posterior És el resultat de la unió de dos edificis preexistents, tal com ho revela el doble pla o inclinació que té la façana, de composició asimètrica. A la façana, decorada amb esgrafiats, destaca el portal d'arc rodó, adovellat, així com el gran sòcol de pedra ben tallada, que emmarca totes les obertures. Al primer pis hi ha dos balcons i entre ells pintat la data MDCCC i la inscripció "Dr. Padrós" en lletres gregues.
L'interior ha estat condicionat com a museu, amb la reconstrucció de l'habitació i del despatx que Prat tenia a Barcelona, i com a sales d'exposicions. S'ha conservat també el pati-jardí posterior, amb balustres i un brollador. La part interior de l'antic habitatge manté el mobiliari original. Hi destaca la cuina, on es feia vida familiar, i el menjador, reservat per a ocasions especials. També es pot observar la religiositat de la família en diverses imatges repartides al llarg de tota la casa, sobretot a les habitacions. Pel que fa a l'habitació on es troba el despatx, el mobiliari correspon al despatx de Prat de la Riba de Barcelona.

## Museu

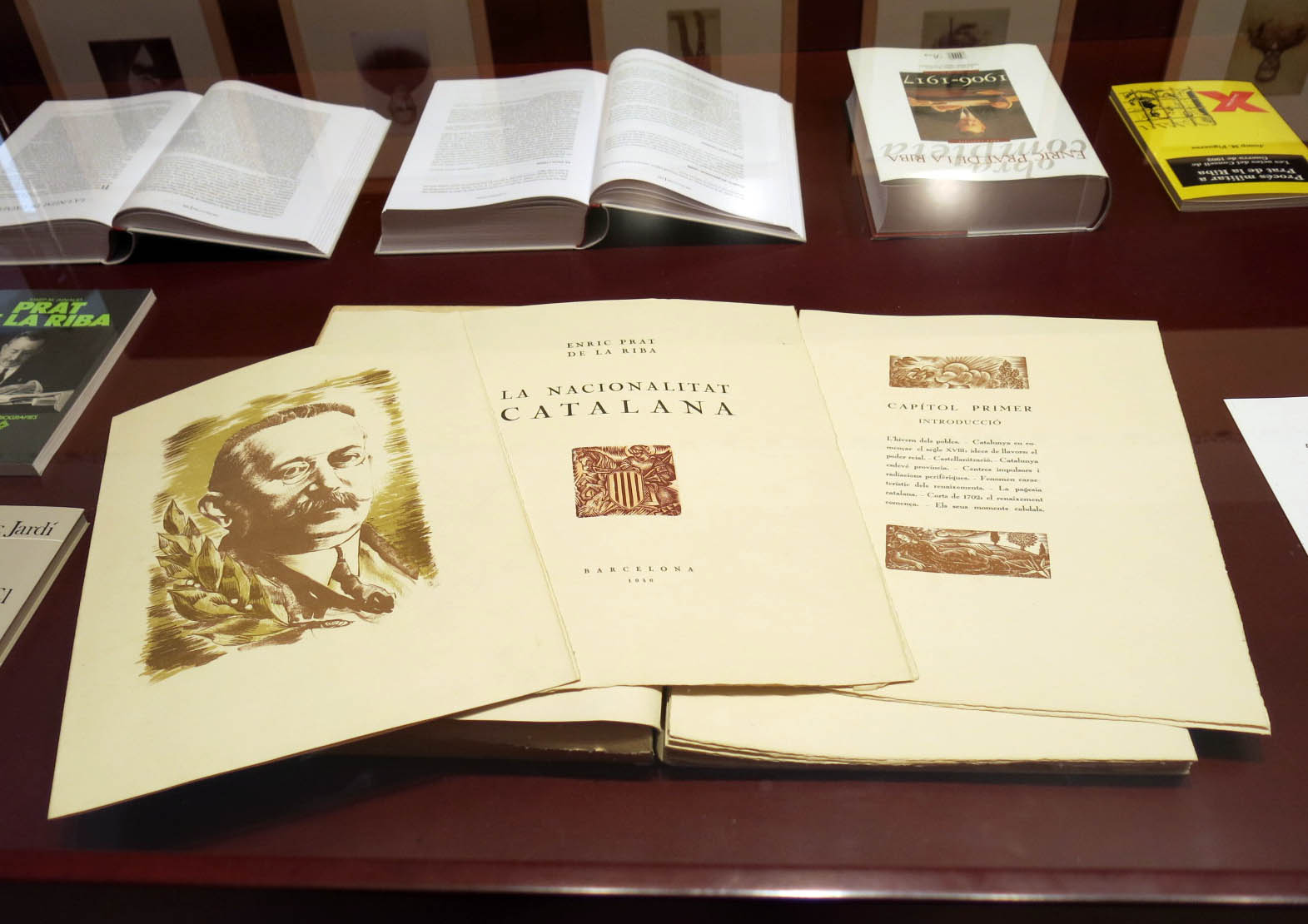
Exemplar de La nacionalitat catalana exposat a la casa museu

El museu permet fer una repassada al pensament i a la biografia del polític català i observar com era una casa rural benestant d'inicis del segle xx, amb arquitectura i mobiliari original.
El museu també es fa servir com a sala d'exposicions temporals i com a sala de conferències, i està habilitat per a les visites escolars: té disponibles diverses activitats educatives relacionades amb la figura de Prat de la Riba i de la Mancomunitat de Catalunya.
El museu publica la revista Annals, amb la transcripció de xerrades i conferències realitzades al museu o sobre la figura de Prat de la Riba.

## Premi Prat de la Riba
El Patronat de la Casa Museu va instituir el Premi Prat de la Riba el 1987, amb l'objectiu de guardonar el millor article de periodisme de l'any en curs que tracti sobre la figura de Prat de la Riba i s'hagi publicat a qualsevol revista o diari. Entre els guanyadors hi ha figures de renom, com Albert Balcells i González, Joaquim Ventalló i Vergés, Josep-Lluís Carod-Rovira, Joan Maria Pujals i Marta Pessarrodona, entre d'altres.